# Храм Светог Кирила и Методија у Земуну
Храм Светог Атансија Великог је храм Српске православне цркве који се налази у насељу Бусије у београдској општини Земун.

## Опште информације
Храм се налази у београдском насељу Бусије, а припада епархији сремској. Једнобродна црква са капелом почела је да се гради 2003. године по нацрту архитекте Славка Лукића, а завршена је 2008. године. Широка је 22, дугачка 28, а висока 31 метар. Фрескописац Драган Марунић осликао је овај храм.
У време када се градила црква, истовремено је зидан и парохијски дом у коме је осим станова за свештенство, изграђена и огромна сала за славља и скупове свих намена. На другом спрату је отворена здравствена амбуланта. У порти цркве изграђена је и осмолетка као и вртић за најмлађе становнике Бусија.